# Nusa ingwavuma
Nusa ingwavuma là một loài ruồi trong họ Asilidae. Nusa ingwavuma được Oldroyd miêu tả năm 1974. Loài này phân bố ở vùng nhiệt đới châu Phi.